# Killarney (Australia)
Killarney – miasto w Australii, w stanie Queensland.